# Feuer-Affe
Der Feuer-Affe (Bingshen, chinesisch 丙申, Pinyin bǐngshēn) ist das 33. Jahr des chinesischen Kalenders (siehe Tabelle 干支 60-Jahre-Zyklus). Es ist ein Begriff aus dem Bereich der chinesischen Astrologie und bezeichnet diejenigen Mondjahre, die durch eine Verbindung des dritten Himmelsstammes (丙,  bǐng, Element Feuer und Yáng) mit dem neunten Erdzweig (申,  shēn), symbolisiert durch den Affen (猴,  hóu), charakterisiert sind.
Nach  dem chinesischen Kalender tritt eine solche  Verbindung alle 60 Jahre ein. Das vorletzte Feuer-Affe-Jahr begann 1956 und dauerte wegen der Abweichung des  chinesischen vom gregorianischen Kalenderjahr vom 12. Februar 1956 bis 30. Januar  1957. Das letzte Feuer-Affe-Jahr begann am 8. Februar 2016 und dauerte bis zum 27. Januar 2017.

## Feuer-Affe-Jahr
Im chinesischen Kalenderzyklus ist das Jahr des Feuer-Affen 丙申,  bǐngshēn das 33. Jahr (davor zu Beginn des Kalenderjahres: Holz-Ziege 乙未,  yǐwèi, 32. Jahr). Auf das Jahr des Feuer-Affen folgt das Jahr des Feuer-Hahns.

Chinesische Terminologie zum Jahr des Feuer-Affen 2016

| Liste der Feuer-Affe-Jahre des 60-Jahres-Zyklus (Ende des Zyklus – bei Zählung vom 1. Regierungsjahr Huángdì) (Beginn des Zyklus – bei Zählung vom 61. Regierungsjahr Huángdì)            |              |              |              |              |              |              |              |              |              |              |
| Zykl. | 0            | 1            | 2            | 3            | 4            | 5            | 6            | 7            | 8            | 9            |
| 0 | 2665 v. Chr. | 2605 v. Chr. | 2545 v. Chr. | 2485 v. Chr. | 2425 v. Chr. | 2365 v. Chr. | 2305 v. Chr. | 2245 v. Chr. | 2185 v. Chr. | 2125 v. Chr. |
| 10 | 2065 v. Chr. | 2005 v. Chr. | 1945 v. Chr. | 1885 v. Chr. | 1825 v. Chr. | 1765 v. Chr. | 1705 v. Chr. | 1645 v. Chr. | 1585 v. Chr. | 1525 v. Chr. |
| 20 | 1465 v. Chr. | 1405 v. Chr. | 1345 v. Chr. | 1285 v. Chr. | 1225 v. Chr. | 1165 v. Chr. | 1105 v. Chr. | 1045 v. Chr. | 985 v. Chr.  | 925 v. Chr.  |
| 30 | 865 v. Chr.  | 805 v. Chr.  | 745 v. Chr.  | 685 v. Chr.  | 625 v. Chr.  | 565 v. Chr.  | 505 v. Chr.  | 445 v. Chr.  | 385 v. Chr.  | 325 v. Chr.  |
| 40 | 265 v. Chr.  | 205 v. Chr.  | 145 v. Chr.  | 85 v. Chr.   | 25 v. Chr.   | 36           | 96           | 156          | 216          | 276          |
| 50 | 336          | 396          | 456          | 516          | 576          | 636          | 696          | 756          | 816          | 876          |
| 60 | 936          | 996          | 1056         | 1116         | 1176         | 1236         | 1296         | 1356         | 1416         | 1476         |
| 70 | 1536         | 1596         | 1656         | 1716         | 1776         | 1836         | 1896         | 1956         | 2016         | 2076         |
| 80 | 2136         | 2196         | 2256         | 2316         | 2376         | 2436         | 2496         | 2556         | 2616         | 2676         |
| Hinweis: Die laufende Nr. des Zyklus ergibt sich aus der Zeilen-Nr. addiert mit der Spalten-Nr. Beispiel: Das Feuer-Affe-Jahr des 35. Zyklus (Zeile 30 + Spalte 5) entspricht 565 v. Chr. |              |              |              |              |              |              |              |              |              |              |